# Майдаколь
Майдаколь (каз. Майдакөл, до 199? г. — Жанаталап) — село в Казалинском районе Кызылординской области Казахстана. Административный центр и единственный населённый пункт Акжонского сельского округа. Код КАТО — 434431100.

## Население
В 1999 году население села составляло 1305 человек (673 мужчины и 632 женщины). По данным переписи 2009 года, в селе проживали 1162 человека (610 мужчин и 552 женщины).